# Вятський ВТТ
Вятський ВТТ (рос. Вятский ИТЛ, Вятлаг) — один з найбільших виправно-трудових таборів в системі ГУЛАГ, К-231, що існував з 5 лютого 1938 до 90-х років. Безпосередньо підпорядковувався Головному управлінню таборів лісової промисловості (ГУЛЛП) НКВС СРСР, пізніше МВС СРСР. Розташовувався в Верхньокамському районі Кіровської області.

## Виконувані роботи (до 1960р.)
- лісозаготівлі,
- будівництво целюлозного заводу спрощеного типу (1938—1939 рр.),
- деревообробка, випуск шпал,
- меблеве, швейне, взуттєве і гончарне виробництва, виготовлення музичних інструментів,
- будівництво лісовозних залізничних гілок,
- обслуговування залізниць, лісозаводу, цегляного заводу, ремонтно-механічних і паровозо-вагоноремонтних майстерень,
- виробництво ширвжитку,
- будівництво домобудівного цеху та автодоріг,
- виробництво цегли.

## Відомі в'язні
- Чичибабін Борис Олексійович — поет
- Хращевська Оксана Миколаївна — лікар
- Хейно Мандрі — кіноактор

## Кількість ув'язнених
- 1.1.1938 — 11 855,
- 1.1.1939 — 16 854,
- 1.1.1940 — 19 984,
- 1.1.1940 — 15 878,
- 1.7.1941 — 16 732,
- 1.1.1942 — 28 643,
- 1.1.943 — 16 492,
- 1.1.1944 — 11 979,
- 1.1.1945 — 13 220,
- 1.1.1946 — 11 655,
- 1.1.1948 — 24 922,
- 1.1.1950 — 28 228,
- 1.1.952 — 29 761,
- 1.1.1953 — 31 410,
- 1.1.1954 — 22 215,
- 1.1.1955 — 22 454,
- 1.1.1956 — 22 447,
- 1.1.1957 — 23 356,
- 1.1.1959 — 23 614,
- 1.1.1960 — 18 211.